# 썬비키
썬비키(1996년 12월 7일~)는 대한민국의 모델이자 온라인 콘텐츠 창작자이다. 2021년 맥심 내추럴사이즈 모델 콘테스트 대상을 수상했다.